# Ayuntamiento de Palma de Mallorca

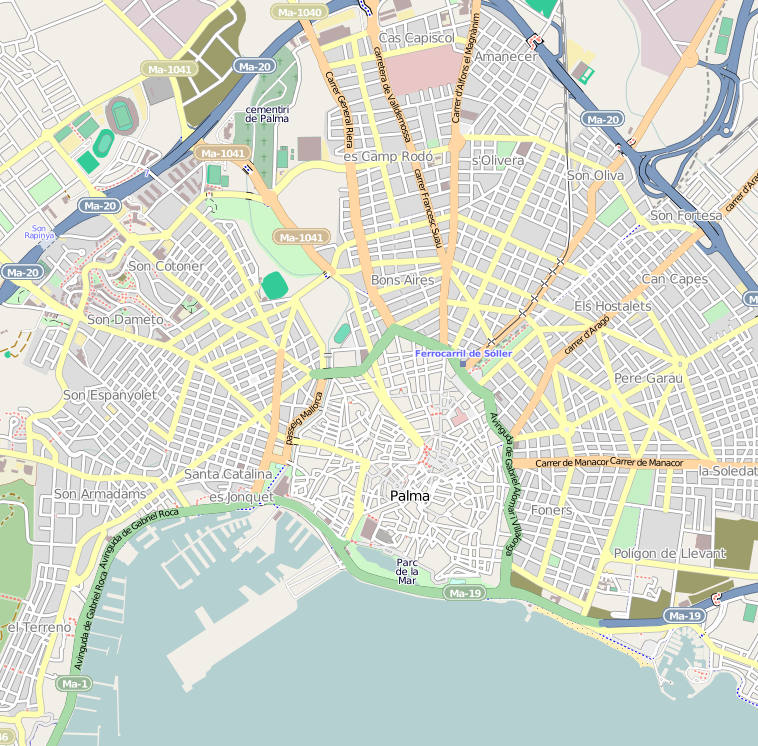
Mapa de Palma de Mallorca

El Ayuntamiento de Palma de Mallorca (en catalán: Ajuntament de Palma), también conocido popularmente como Cort, es una de las cuatro administraciones públicas con responsabilidad política en la ciudad de Palma de Mallorca (Islas Baleares) junto a la Administración General del Estado de España, el Gobierno de las Islas Baleares, y el Consejo Insular de Mallorca.

## Edificio
El edificio, situado en la plaza de Cort de Palma, presenta una fachada barroca con elementos manieristas. Fue construido entre los años 1649 y 1680 por los arquitectos Pere Bauçá, Miquel Oliver y Bartomeu Calafat. En su fachada destacan algunos elementos como el balcón, recorrido por siete ventanales, el Rellotge d'en Figuera (Reloj de Figuera) o el Banc del si no fos (Banco del si no fuese).
La fachada está considerada como BIC (Bien de Interés Cultural, RI-51-0000405) (fue declarada Monumento histórico-artístico perteneciente al Tesoro Artístico Nacional mediante decreto de 3 de junio de 1931).

## Organización municipal
La administración política de la ciudad se realiza a través de un ayuntamiento de gestión democrática que cada cuatro años, con el conjunto de municipios de España, se eligen sus componentes. Por ley, y en función del número de habitantes que tiene la ciudad, el número de concejales de elección directa que componen el ayuntamiento son 29. En las últimas elecciones municipales celebradas en 2019, la constitución del ayuntamiento fue de 9 concejales pertenecientes al Partido Socialista, 6 concejales pertenecientes al Partido Popular, 4 concejales pertenecientes a Vox, 4 concejales pertenecientes a Cs, 3 concejales pertenecientes a la coalición Més y otros 3 concejales pertenecientes a Unidas Podemos. Como consecuencia de dichos resultados se formó un gobierno municipal progresista del PSOE, Més y Unidas Podemos, y el pleno municipal constitutivo del 15 de junio de 2019 eligió alcalde a José Hila, del PSOE.
Para lograr la deseada calidad de los distintos servicios que los diferentes ayuntamientos prestan a su ciudadanía, se facilita la posibilidad de realizar una división de naturaleza orgánica en sus términos municipales. La ciudad de Palma y su división por distritos se rige por el Reglamento orgánico de Distritos de Palma, que fue acordado por el ayuntamiento durante el pleno del 25 de noviembre de 2004.
Con el objetivo de la desconcentración y buscando la participación ciudadana, Palma se divide en 5 distritos diferentes cuya expansión geográfica y poblacional difiere mucho unos de otros según muestra la gráfica, correspondiendo la mayor población a los distritos periféricos. Todos ellos están organizados mediante una Junta Municipal de Distrito con su correspondiente delegado, oficinas administrativas, y representantes de las asociaciones vecinales de la zona.
| Población por distritos (2011)                                                    |
|                                                                                   |
| Población total por distritos municipales de Palma según el Ayuntamiento de Palma |

Desde que se constituyeron los ayuntamientos democráticos en 1979, se han producido diferentes formas de gobierno de la ciudad, aunque ha habido en varias ocasiones una hegemonía de algún partido político sobre otros, sobre todo, tradicionalmente una hegemonía conservadora.[cita requerida] Sin embargo, en las elecciones municipales de 2015, se ha acrecentado el progresismo (tras la última mayoría absoluta conservadora hasta hoy), si bien para gobernar el Partido Socialista (tan sólo 6 concejales) ha tenido que formar coalición con la Més (5 concejales) y la agrupación Som Palma (5 concejales) para hacer posible la mayoría de gobierno.

## Alcaldes
| Periodo   | Nombre                                       | Partido                                                |
| --------- | -------------------------------------------- | ------------------------------------------------------ |
| 1979-1983 | Ramón Aguiló Munar                           | Partit Socialista de les Illes Balears (PSIB-PSOE)     |
| 1983-1987 | Ramón Aguiló Munar                           | Partit Socialista de les Illes Balears (PSIB-PSOE)     |
| 1987-1991 | Ramón Aguiló Munar                           | Partit Socialista de les Illes Balears (PSIB-PSOE)     |
| 1991-1995 | Joan Fageda Aubert                           | Partido Popular (PP)                                   |
| 1995-1999 | Joan Fageda Aubert                           | Partido Popular (PP)                                   |
| 1999-2003 | Joan Fageda Aubert                           | Partido Popular (PP)                                   |
| 2003-2007 | Catalina Cirer Adrover                       | Partido Popular (PP)                                   |
| 2007-2011 | Aina Calvo Sastre                            | Partit Socialista de les Illes Balears (PSIB-PSOE)     |
| 2011-2015 | Mateu Isern Estela                           | Partido Popular (PP)                                   |
| 2015-2019 | José Hila (2015-17) Antoni Noguera (2017-19) | Partit Socialista de les Illes Balears (PSIB-PSOE) Més |
| 2019-2023 | José Hila                                    | Partit Socialista de les Illes Balears (PSIB-PSOE)     |
| 2023-act. | Jaime Martínez Llabrés                       | Partido Popular (PP)                                   |

## Resultados electorales
| Partido político                                               | 2023  | 2023   | 2023       | 2019  | 2019   | 2019       | 2015  | 2015   | 2015       | 2011  | 2011   | 2011       | 2007       | 2007       | 2007       |
| Partido político                                               | %     | Votos  | Concejales | %     | Votos  | Concejales | %     | Votos  | Concejales | %     | Votos  | Concejales | %          | Votos      | Concejales |
| Partido Popular (PP)                                           | 32,18 | 51 228 | 11         | 18,58 | 27 084 | 6          | 26,55 | 40 188 | 9          | 48,11 | 69 779 | 17         | 46,05      | 66 150     | 14         |
| Partit Socialista de les Illes Balears (PSIB-PSOE)             | 24,87 | 39 585 | 8          | 26,46 | 38 564 | 9          | 18,95 | 28 675 | 6          | 26,94 | 39 071 | 9          | 35,41      | 50 862     | 11         |
| Vox-Actúa Baleares                                             | 20,47 | 32 586 | 6          | 13,11 | 19 111 | 4          | —     | —      | —          | —     | —      | —          | —          | —          | —          |
| Més (PSM-IV-EN-APIB)                                           | 9,33  | 14 865 | 3          | 10,49 | 15 287 | 3          | 15,74 | 23 831 | 5          | 8,28  | 12 005 | 3          | 8,21       | 11 786     | 2          |
| Podemos-Izquierda Unida de las Islas Baleares (EUIB)-Som Palma | 5,09  | 8105   | 1          | 10,72 | 15 623 | 3          | 14,76 | 22 346 | 5          | 3,80  | 5519   | 0          | Con PSM-EN | Con PSM-EN | Con PSM-EN |
| Ciudadanos (CS)                                                | 1,87  | 2987   | 0          | 12,35 | 18 003 | 4          | 11,73 | 17 754 | 4          | —     | —      | —          | —          | —          | —          |

## Áreas de servicio municipales
La gestión ejecutiva municipal está organizada por áreas de gobierno al frente de las cuales hay un concejal del equipo de gobierno. Cada área de gobierno tiene varias delegaciones en función de las competencias que se le asignan y que son variables de unos gobiernos municipales a otros.
El equipo de gobierno de 2015 está estructurado en las siguientes áreas de gobierno: 
- Área Delegada de Cultura, Patrimonio, Memoria histórica y Política Lingüística
- Área de Función Pública y Gobierno Interior
- Área delegada de Infraestructuras y Accesibilidad
- Área de Modelo de Ciudad, Urbanismo y Vivienda Digna
- Área delegada de Turismo, Comercio y Trabajo
- Área de Educación y Deportes
- Área de Igualdad, Juventud y Derechos Cívicos
- Área delegada de Participación Ciudadana y Coordinación Territorial
- Área de Ecología, Agricultura y Bienestar Animal
- Área de Movilidad
- Área delegada de Seguridad Ciudadana
- Área de Economía, Hacienda e Innovación
- Área de Bienestar y Derechos Sociales
- Área de Sanidad y Consumo

## Evolución de la deuda viva municipal
El concepto de deuda viva contempla sólo las deudas con cajas y bancos relativas a créditos financieros, valores de renta fija y préstamos o créditos transferidos a terceros, excluyéndose, por tanto, la deuda comercial.
| Gráfica de evolución de la deuda viva del Ayuntamiento entre 2008 y 2023                        |
|                                                                                                 |
| Deuda viva del Ayuntamiento de Palma, en miles de euros, según datos del Ministerio de Hacienda |